# Baderich de Thuringia
Baderich (sau Baderic, Balderich, Boderic) (n. cca. 480 – d. 529), a fost co-rege asupra tribului germanic al thuringienilor.
Baderich era fiul fostului rege, Bisinus cu Basina. Alături de frații săi Hermanfrid și Berthar, Baderich a succedat tatălui său la conducerea thuringienilor. După ce Hermanfrid l-a înfrânt în luptă pe Berthar, el l-a invitat pe regele Theuderic I al francilor la Metz pentru a-l ajuta în a-l înfrânge pe Baderich, în schimbul cedării a jumătate din regat. Theuderic I a fost de acord, iar Baderic a fost înfrânt și ucis în 529, astfel încât Hermanfrid a devenit rege unic.